# Brose Arena

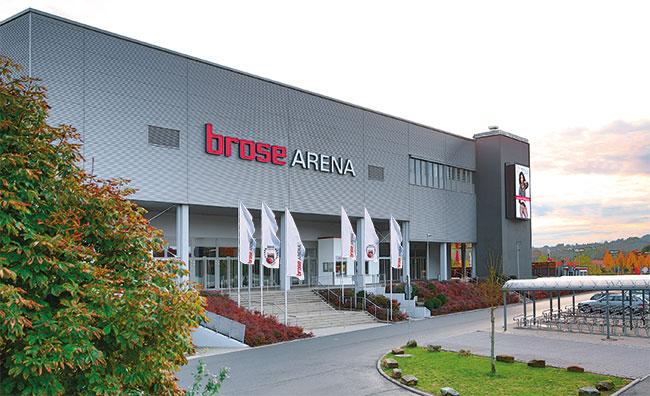
Vista externa da Brose Arena.

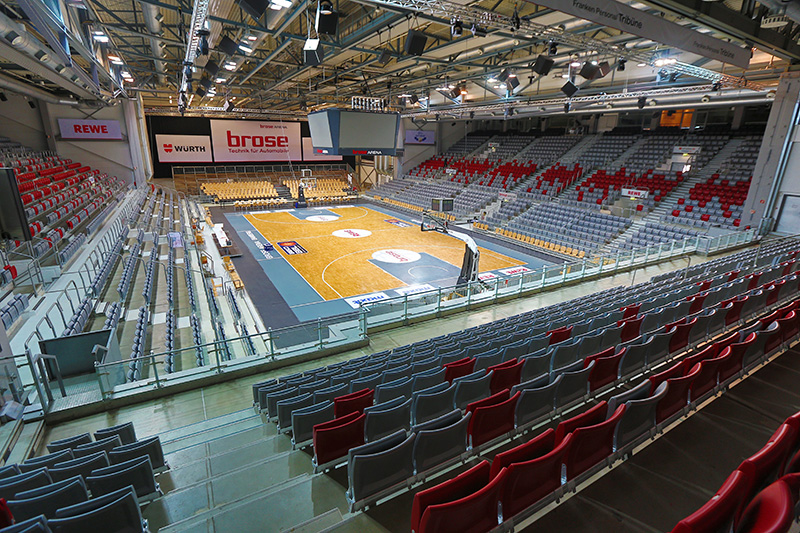
Vista interna da Brose Arena.

A Brose Arena é uma arena multiuso localizada na cidade de Bamberg, na Alemanha, que suporta até 10 000 pessoas. Antes era conhecida como Stechert Arena (2010–13), Jako Arena (2006–10) e originalmente de Forum (2001–06).
O local foi aberto em 2001 com uma capacidade para cerca de 4 000 pessoas, e em 2006 foi reformada e aumentada, e atualmente pertence a ex-atleta Sabine Guenther. A arena é a sede do time de basquetebol Brose Baskets.